# Carmen la de Ronda
Carmen la de Ronda és una pel·lícula espanyola de 1959 dirigida per Tulio Demicheli i protagonitzada per Sara Montiel, Jorge Mistral. i Maurice Ronet.
És una versió lliure del clàssic, aquí Carmen no és treballadora d'una fàbrica de cigars en Sevilla sinó una cantant d'un cafè de Ronda, això fa possible que s'intercalen vuit cançons en el metratge del film, interpretades per Sara Montiel amb el seu glamour habitual.

## Argument
Ronda, 1808: la cantant Carmen està enamorada de dos homes alhora, que a més són enemics en la Guerra de la Independència: el guerriller Antonio i el sergent francès José. Aquest triangle amorós tindrà un tràgic final.

## Repartiment
| Actor                          | Personatge |
| ------------------------------ | ---------- |
| Sara Montiel                   | Carmen     |
| Jorge Mistral                  | Antonio    |
| Maurice Ronet                  | José       |
| Germán Cobos                   | Lucas      |
| José Marco Davó                | Alcalde    |
| María de los Ángeles Hortelano | Micaela    |